# Sản phẩm tạo kiểu tóc
Sản phẩm tạo kiểu tóc được sử dụng để thay đổi kết cấu và/hoặc hình dáng của tóc, hoặc để giữ một kiểu tóc tại chỗ.

## Lịch sử
Sản phẩm tạo kiểu tóc đã có tác động đáng kể để tạo ra các kiểu tóc và xu hướng khác nhau trong suốt lịch sử. Đối với người Ai Cập cổ đại, diện mạo cơ thể rất quan trọng đối với quá trình ướp xác. Tóc thường được tạo kiểu để duy trì tính cá nhân của người quá cố. Một chất béo, hiện nay được gọi là gel vuốt tóc, được sử dụng để tạo kiểu tóc và giữ tóc đúng chỗ. Người Gaul cổ đã phát minh ra chất xà phòng giống sáp, tương tự như sáp vuốt tóc, như một chất tạo kiểu tóc. Nhiều năm sau, một chất tương tự giống xà phòng đã được sử dụng làm chất làm sạch. Năm 1948, Chase Products đã trở thành công ty đầu tiên gôm xịt tóc đóng góp. Gôm xịt tóc đã trở nên rất phổ biến vào những năm 1950 do khả năng giữ tóc tại chỗ và ngăn không cho tóc rơi ra khỏi kiểu dáng theo kiểu.

## Phân loại

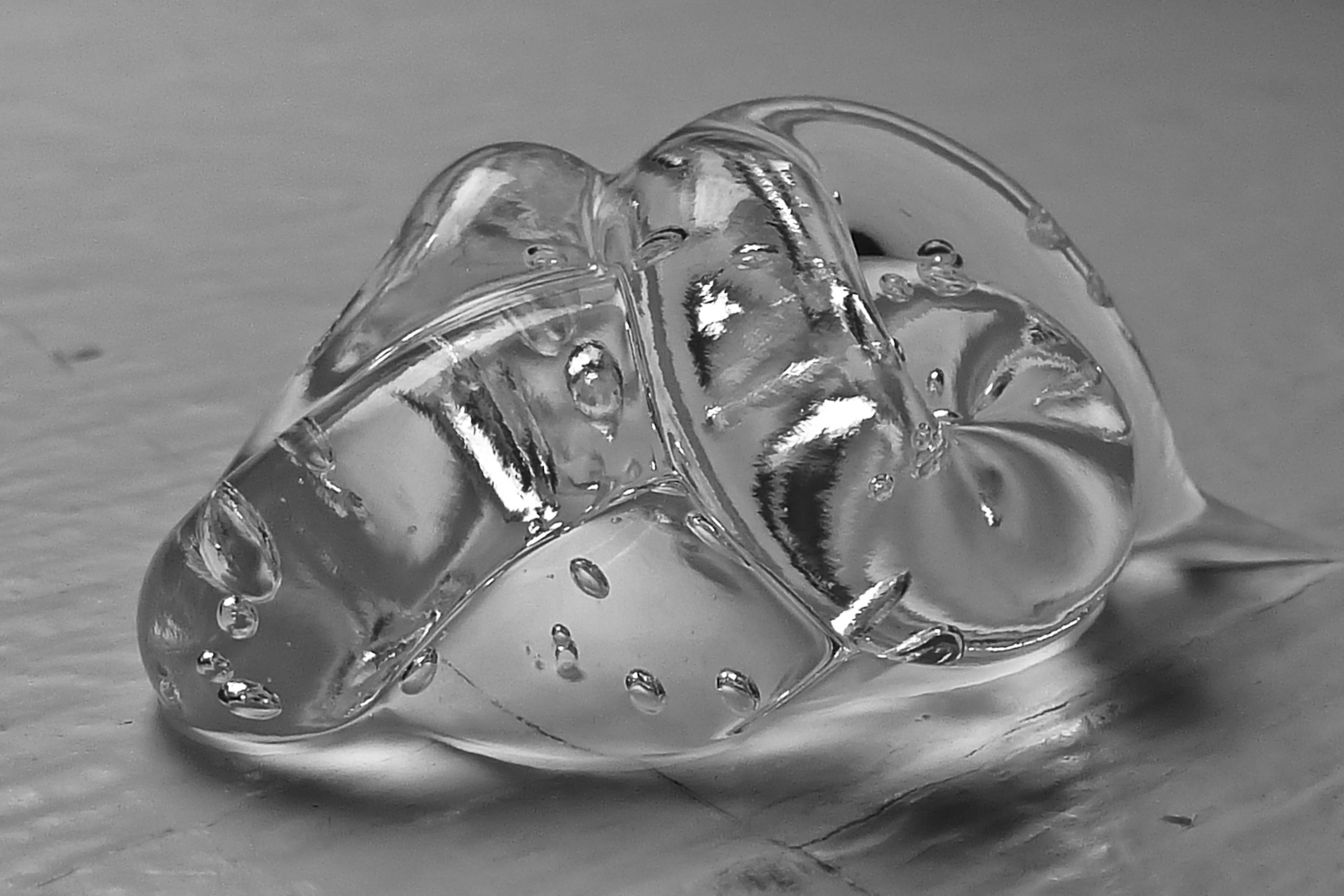
Nhúm gel vuốt tóc

### Gel vuốt tóc
Gel vuốt tóc là một sản phẩm tạo kiểu tóc được sử dụng để làm cứng tóc thành một kiểu tóc đặc thù. Kết quả cuối cùng cũng tương tự, nhưng mạnh hơn so với gôm xịt tóc và sáp vuốt tóc. Gel vuốt tóc thường được sử dụng để tạo mẫu tóc cho nam giới, nhưng nó không phân giới tính cụ thể. Gel vuốt tóc có thể có trong ống, bình, túi nhỏ hoặc thậm chí ở dạng phun.

### Sáp vuốt tóc

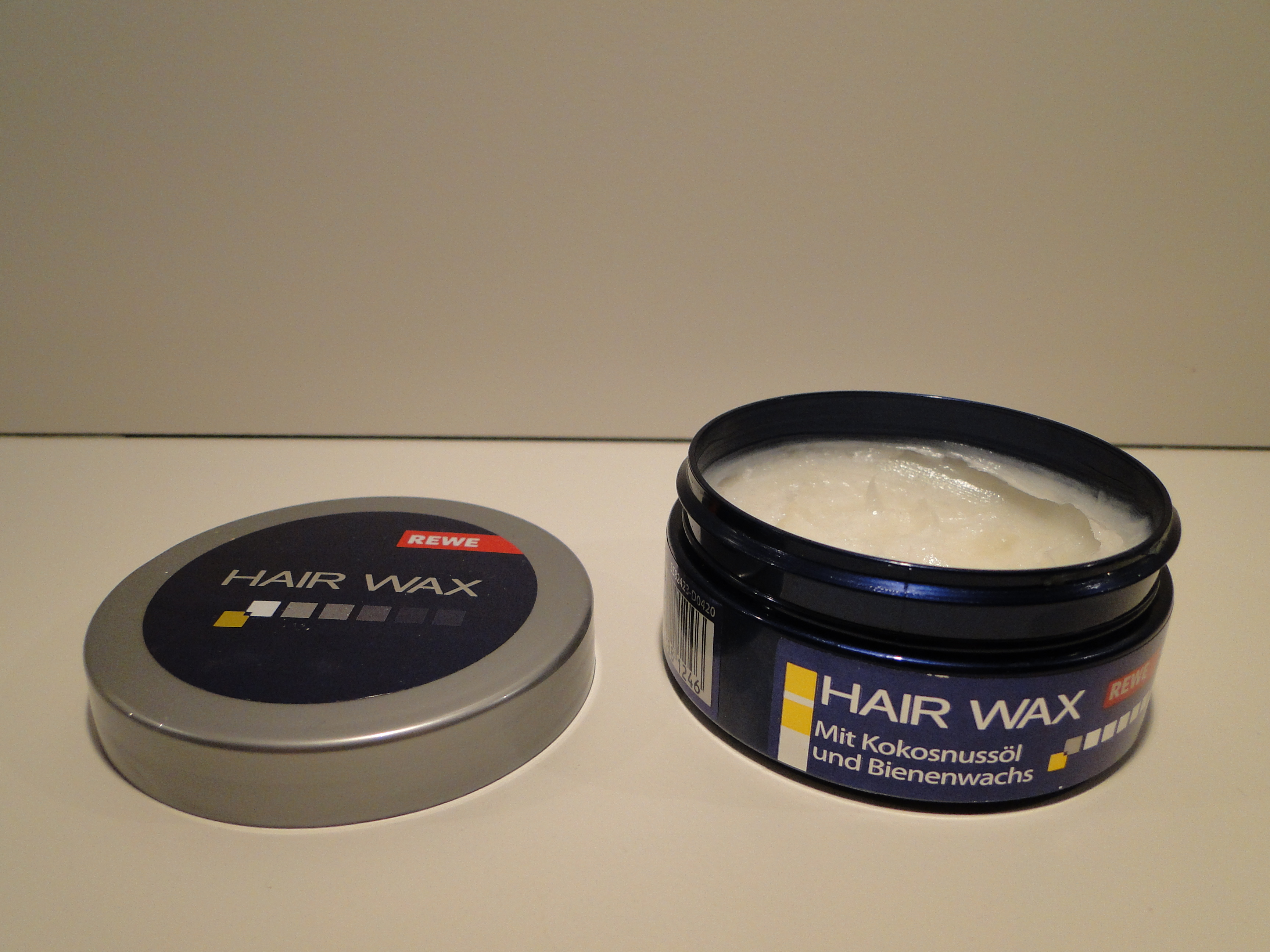
Hộp sáp

Sáp vuốt tóc là một sản phẩm tạo kiểu tóc có chứa sáp, giúp giữ tóc đúng vị trí. Không giống như một số sản phẩm như gel tóc cứng hóa kết cấu tóc, sáp vuốt tóc để lại tóc mềm. Nhiều nhà sản xuất hiện đang phát hành các phiên bản khác nhau của sáp vuốt tóc, chẳng hạn như pomade, đánh bóng, keo, glypto, whip và dán tạo kiểu.

### Keo bọt vuốt tóc
Keo bọt vuốt tóc là một sản phẩm thêm vào tóc để tăng thể tích. Nó thường được sản xuất như một loại kem, nhưng cũng có thể ở dạng bình xị. Keo bọt vuốt tóc thêm khối lượng mà không gây vón cục hoặc căng phồng. Nó là một chất thay thế nhẹ hơn cho gel vuốt tóc. Keo bọt thường thoa lên gốc tóc ẩm trước khi thổi khô hoặc tạo kiểu dáng. Keo bọt cũng có thể được sử dụng để tăng định hình lọn xoăn, hoặc để thêm kết cấu cho tóc cho hiệu ứng thổi kéo.

### Pomade

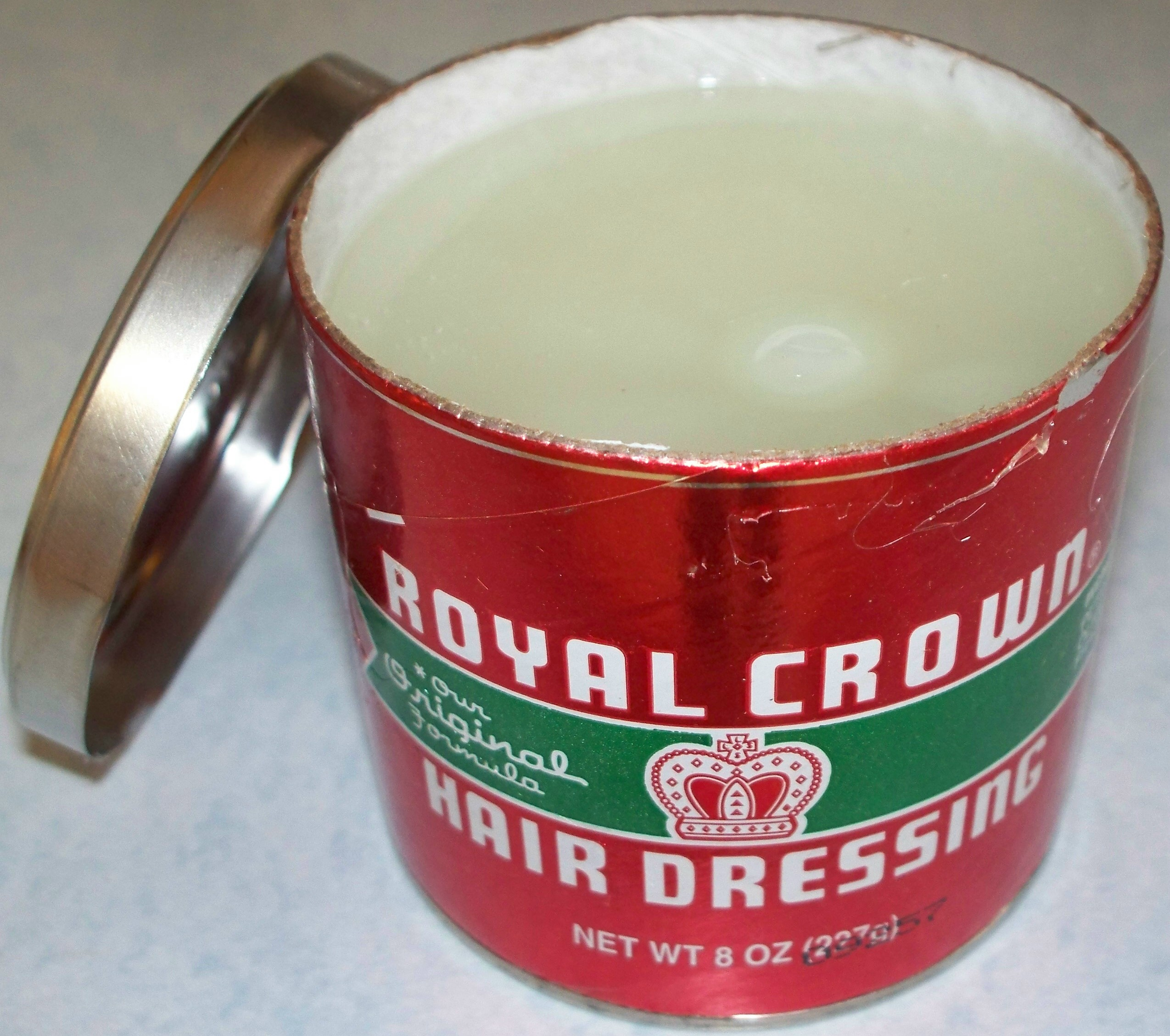
Pomade

Pomade là một chất nhờn hoặc sáp làm cho tóc trông sáng sủa và bóng mượt. Không giống như gôm xịt tóc và gel vuốt tóc, pomade không khô và thường phải rửa vài lần để loại bỏ. Một loại dầu gội đặc biệt có thể được sử dụng để làm nhanh quá trình loại bỏ. Các sản phẩm khác có cùng hiệu quả như pomade nhưng làm cho tóc ít nhờn hơn bao gồm dầu ô liu, nước rửa chén và nước chanh.
Hầu hết pomade có chứa thạch dầu (và trên thực tế, thạch dầu có thể được sử dụng làm pomade) và dầu khoáng, và nhiều loại còn chứa một số loại sáp. Chúng cũng có thể chứa chất thơm và chất tạo màu. Rất nhiều loại pomade vẫn đang được sản xuất ngày nay và có nhiều yếu tố khác nhau như trọng lượng, độ sáng và mùi hương. Loại cứng nhất sẽ có tỉ lệ sáp ong cao hơn trong khi loại nhẹ nhất có thể có tỷ lệ dầu cao hơn.

### Gôm xịt tóc

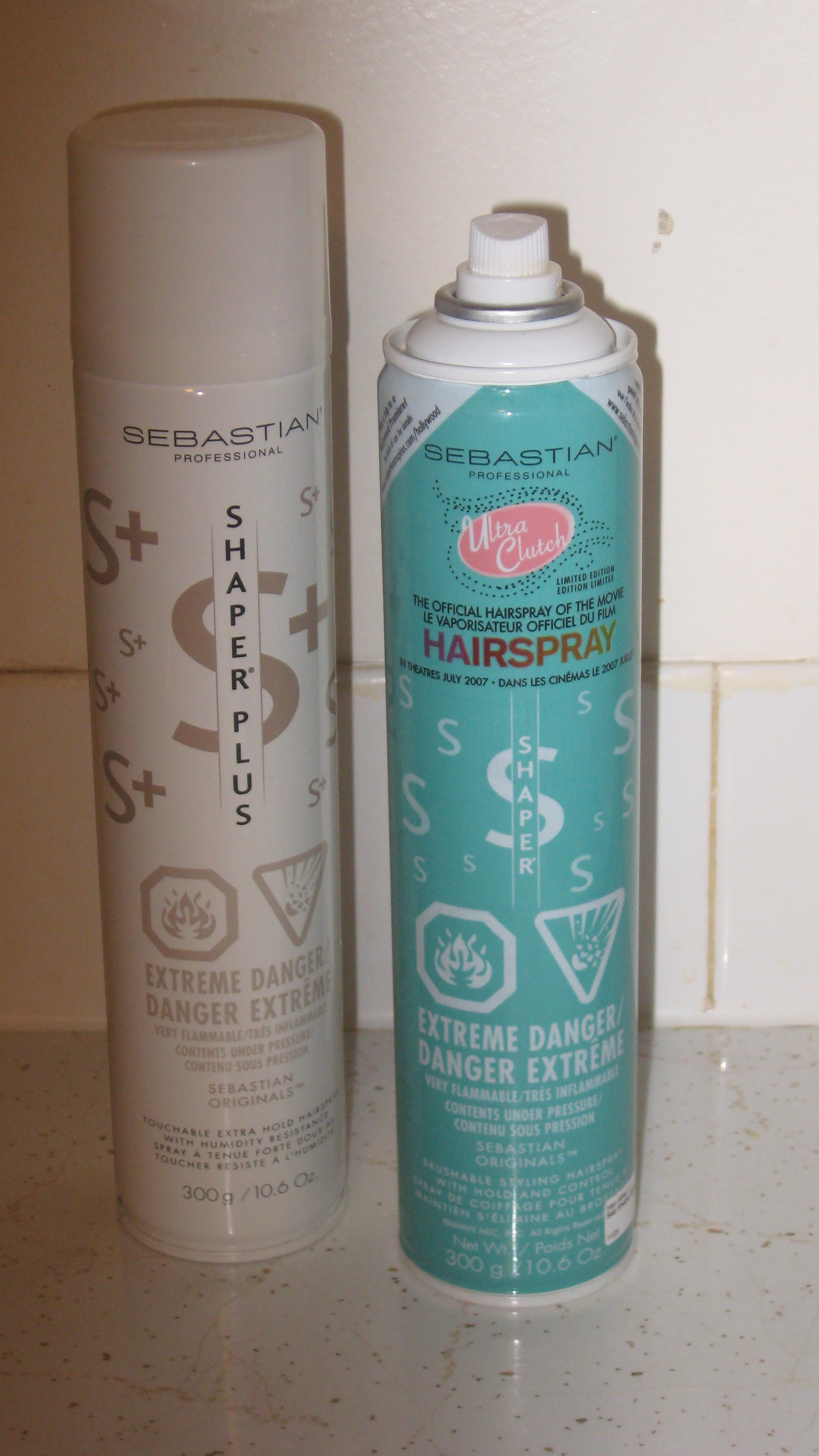
Lon gôm xịt

Gôm xịt tóc là một giải pháp dung dịch chứa nước gia dụng phổ biến được sử dụng để làm cứng tóc theo kiểu nhất định. Nó được phát triển và sản xuất lần đầu tiên vào năm 1948 bởi Chase Products, đặt trụ sở tại Broadview, Illinois. Yếu hơn gel tóc hoặc sáp tóc, nó được phun trực tiếp lên tóc để giữ kiểu tóc trong thời gian dài. Nó xịt đều trên tóc bằng cách sử dụng một cái bơm hoặc bình xịt phun. Sản phẩm có thể để lại tóc cảm giác 'giòn' trừ khi chải ra ngoài.
Thành phần hoạt chất trong gôm xịt tóc được gọi là polyme, giữ cho tóc cứng và chắc mà không bị rộp. Dung môi, chiếm hầu hết các thành phần của gôm xịt tóc, chịu trách nhiệm đưa các polyme này vào trong dung dịch.
Ban đầu, dung môi có trong gôm xịt tóc là chlorofluorocarbon (CFC). CFC không độc, không cháy và tạo ra thuốc phóng aerosol gần như lý tưởng. Tuy nhiên, khi nghiên cứu kết luận rằng CFCs gây phá hủy ozon tầng bình lưu, chúng được thay thế bằng các dung môi khác, như alcohol và hydrocarbon.
Một trong những loại polyme được sử dụng trong gôm xịt tóc là polyvinylpyrrolidone, tan trong nước. polydimethylsiloxane không hòa tan trong nước được thêm vào để giữ lâu hơn một chút. Một số loại polyme ít gặp hơn trong gôm xịt tóc bao gồm copolyme với vinyl axetat và copolyme với maleic anhydride.
Một số gôm xịt tóc sử dụng các polyme tự nhiên và các dung môi như lợi gôm trong alcohol. Một thành phần phổ biến trong xịt tóc tự nhiên là gum Ả Rập, được làm từ nhựa của các loài cây keo. Gum tragacanth là một loại gum khác được sử dụng để làm cứng vải trúc bâu và bánh kếp, cũng như tóc.

## Nhược điểm
Khi sử dụng đúng cách, hầu hết sản phẩm tạo kiểu tóc sẽ không làm hỏng tóc. Luôn luôn có nguy cơ bị khô tóc khi sử dụng bất kỳ loại sản phẩm tạo kiểu tóc nào. Tuy nhiên, một số sản phẩm tạo kiểu có chứa các thành phần có thể hòa tan dầu tự nhiên của tóc, hoặc các thành phần có thể gây tích tụ dẫn đến cái gọi là "tóc cụt". Tích tụ thành phần có hại này có thể gây ra các vấn đề như khô tóc, vỡ tóc, chàm hay mỏng tóc.